# Indoschulzia
Indoschulzia es un género de plantas pertenecientes a la familia Apiaceae. Comprende 2 especies descritas y aceptadas.

## Taxonomía
El género fue descrito por Pimenov & Kljuykov y publicado en Kew Bulletin 50(3): 639. 1995.

## Especies
A continuación se brinda un listado de las especies del género Indoschulzia aceptadas hasta septiembre de 2012, ordenadas alfabéticamente. Para cada una se indica el nombre binomial seguido del autor, abreviado según las convenciones y usos.
- Indoschulzia garhwalica (H.Wolff) Pimenov & Kljuykov
- Indoschulzia hameliana (Farille & S.B. Malla) Pimenov & Kljuykov